# Dherynia
Dherynia (Δερύνεια in greco, Derinya in turco) è un comune di Cipro nel distretto di Famagosta di 5.844 abitanti (dati 2011).
Il centro abitato si trova nella parte greca dell'isola 2 km a sud di Famagosta e a 12 km dalla cittadina balneare di Ayia Napa, ma il 75% del suo territorio è sotto il controllo dell'esercito turco dal 1974 e un'altra parte ricade all'interno della zona sotto controllo ONU.
Dherynia è famosa per la sua produzione di fragole.